# Secret Journey
«Secret Journey» es una canción del grupo británico de rock The Police. Fue lanzado en mayo de 1982 sólo en los Estados Unidos, como canción alternativa de «Invisible Sun», que solo fue lanzado en el Reino Unido. Sting dijo lo siguiente sobre la canción:
"Es una canción casi mística. Dice que tienes que hacer algo, ir a alguna parte, para conseguir lo que está fuera de ti mismo. Leí el libro "Meetings with Remarkable Men", que dice que tiene que tienes hacer un viaje. No tiene que ser un viaje real, puede ser un viaje mental." Sting, 'Ghost In The Machine' Comunicado de prensa, Octubre de 1981
Alcanzó la posición #29 en el Billboard Mainstream Rock y la #46 en el Billboard Pop Singles.